# Albert Dondeyne
Albert Dondeyne (Lo, 10 mei 1901 – Leuven, 12 februari 1985) was een Belgische katholieke priester, filosoof, theoloog en professor aan de Katholieke Universiteit Leuven. Hij staat vooral bekend als stichter van het tijdschrift Universitas en de daaraan gekoppelde beweging. Als priester-professor had hij veel invloed op jongere generaties van katholieke intellectuelen, waaronder Wilfried Martens, Roger Dillemans, Pieter De Somer, Renaat Van Elslande, André Vlerick en Walter van Gerven (zoals onder andere moge blijken uit zijn boek Met recht en rede).

## Levensloop
In Lo, waar hij opgroeide, waren zijn ouders allebei onderwijzer. Hij volgde de humaniora aan het Sint-Stanislascollege in Poperinge en, tijdens de Eerste Wereldoorlog, in Versailles. In 1919 trad hij in het seminarie van het bisdom Brugge in en werd onmiddellijk doorgestuurd naar de Katholieke Universiteit Leuven, waar hij in 1922 promoveerde tot doctor in de wijsbegeerte. Hij vervolgde met studies in de godgeleerdheid en werd in 1926 tot priester gewijd. In 1927 werd hij hoogleraar in dogmatiek aan het grootseminarie in Brugge.
Vanaf 1933 tot aan zijn emeritaat in 1971 was hij professor filosofie, waaronder metafysica, wijsgerige antropologie, theodicee en godsdienstfilosofie aan het Hoger Instituut voor Wijsbegeerte en professor theologie aan de theologische faculteit van de K.U. Leuven. Met zijn boek Geloof en wereld (1961) speelde hij een rol tijdens het Tweede Vaticaans Concilie, doordat er in de constitutie Gaudium et Spes veel ideeën uit dit boek werden overgenomen. Dondeyne pleitte voor openheid, sociale bewogenheid en een vernieuwde omgang met het geloof in een maatschappij waar dit niet meer evident was. Op 24 december 1942 werd hij kanunnik en in juli 1966 huisprelaat van de paus.
In 1974 ontving Dondeyne een eredoctoraat van de toenmalige Katholieke Universiteit Nijmegen.

## Publicaties
- Foi chrétienne et pensée contemporaine, 1951, vnl. een reactie op de encycliek Humani Generis van paus Pius XII.
- Staatsburgerlijke opvoeding, 1951.
- De zin der wijsgerige studie in de vorming tot het priesterschap, 1953.
- Geloof en wereld, 1961, vertaald in meerdere talen.
- Priester en Leek, 1962.
- La Foi écoute le Monde, 1964.
- De taak van de priester nu, 1972.
- Gelovend in de wereld, 1972.
- Talrijke artikels in gespecialiseerde tijdschriften.